# 索尼娅·约万
索尼娅·约万（羅馬尼亞語：Sonia Iovan，1935年9月29日—2024年9月6日） ，罗马尼亚女子竞技体操运动员。她曾代表罗马尼亚获得1956年和1960年夏季奥运会体操比赛女子团体全能铜牌。她也参加了1964年夏季奥运会。